# Charles Jensen
Charles Kristoffer Peter Jensen (ur. 24 grudnia 1885 w Bislev, zm. 5 czerwca 1920 w Roskilde) – duński gimnastyk, olimpijczyk.
Uczestniczył w rywalizacji na IV Igrzyskach Olimpijskich rozgrywanych w Londynie w 1908 roku. W wieloboju drużynowym w systemie standardowym zajął z drużyną czwarte miejsce.
Cztery lata później uczestniczył w rywalizacji na V Igrzyskach Olimpijskich rozgrywanych w Sztokholmie w 1912 roku. Startował tam w dwóch konkurencjach gimnastycznych. W wieloboju indywidualnym zajął 30. miejsce na 44 startujących zawodników. W wieloboju drużynowym w systemie wolnym zajął wraz z drużyną trzecie miejsce.